# Credenza

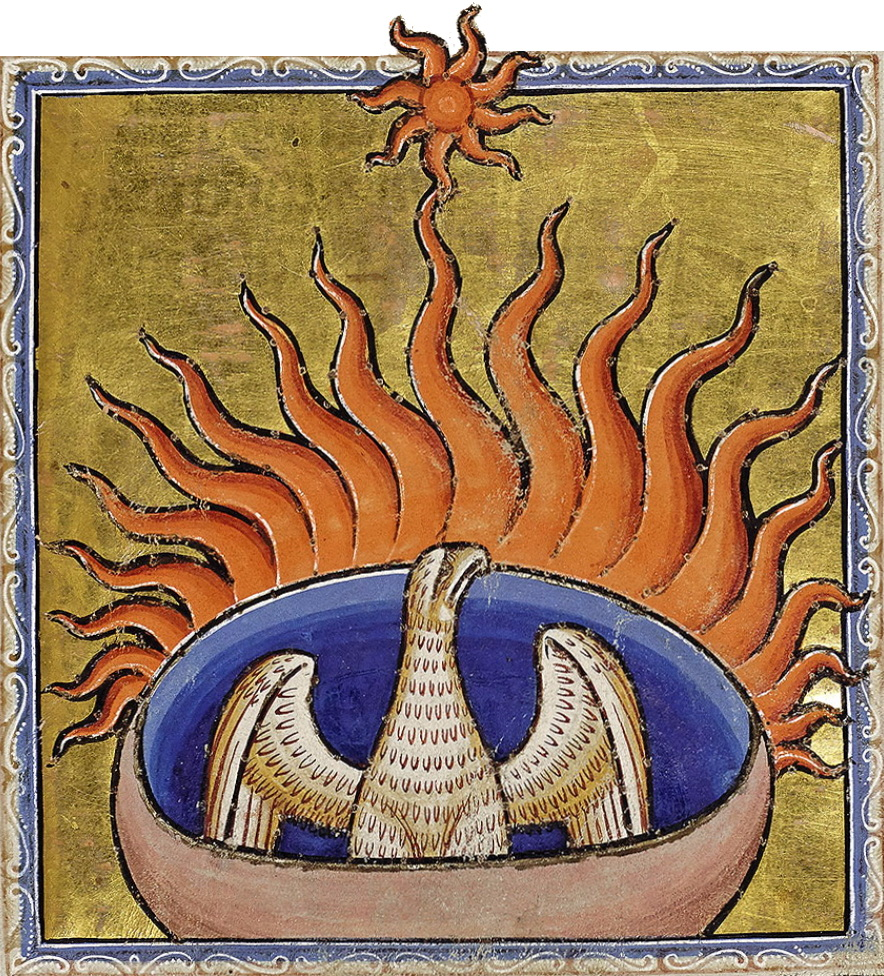
La leggenda della Fenice che sorge dalle ceneri è una credenza nella risurrezione così impressa nella civiltà occidentale che ha trasmesso i piani simbolici e letterari.

Una credenza è «l'atteggiamento di chi riconosce per vera una proposizione», ammettendone la validità sul piano della verità oggettiva, nel senso che credere in un enunciato p equivale ad affermare che p è vero, o quantomeno che ci sono buone ragioni per affermare che p è vero: secondo quest'accezione, ne risulta una differenza di significato rispetto alla nozione di certezza e a quella di dubbio:
("Enciclopedia della filosofia", De Agostini, 2000, p. 187)
L'implicazione da parte di una credenza della sua validità oggettiva è in ogni caso un argomento dibattuto.

## Il concetto dicredenzain filosofia
Per Platone la credenza è una forma di conoscenza inferiore (pistis), concernente le realtà sensibili, materiali, che compongono cioè quel mondo fenomenico fatto di copie delle Idee divine, di cui conservano soltanto una pallida sembianza. La credenza costituisce tuttavia il primo passo del processo di conoscenza che a partire da quella si evolve man mano verso l'intellegibile.
Per Aristotele la credenza è un correlato dell'opinione, poiché avere un'opinione significa credervi. È quindi con Agostino d'Ippona che il termine consegue il significato che poi rimarrà immutato per secoli, quello di «pensiero con assenso», propedeutico alla comprensione intellettiva più elevata (credo ut intelligam). Più o meno negli stessi termini la pensa Tommaso d'Aquino, che nella Summa Theologiae vede la credenza come l'essenza della fede, come ferma accettazione di un messaggio trascendente e vero, anche se dal punto di vista gnoseologico si tratta di una forma di conoscenza non del tutto perfetta, dal momento che essa prescinde dal ragionamento logico.
L'autorità della tradizione aristotelica e tomista si conserva attraverso la scolastica, finché nel Seicento le prime avvisaglie del pensiero illuminista nella cultura britannica tenderanno a slegare gli aspetti fideistici della credenza dai processi cognitivi umani, come avviene ad esempio in John Locke, che nella sua opera principale separa nettamente la conoscenza dalla credenza. David Hume, un secolo dopo, sottrae analogamente alla credenza qualunque contenuto ontologico logicamente vincolante, sostenendo che essa sarebbe spesso una forma soggettiva di rafforzamento di nessi o istanze puramente immaginati, per quanto egli affermi di essere un sincero credente nella religione, nell'esistenza di Dio e nelle verità della Bibbia.

## Credenzacome credo religioso
Una credenza in senso religioso è l'affermazione della propria appartenenza ad una religione o una dottrina, affermazione con cui si esprime un simbolo di fede. Il termine utilizzato al riguardo è la prima persona del verbo latino credo, e può essere utilizzato come sinonimo di fede nel caso specifico per indicare la dottrina che si professa.

## La categoria dicredenzain antropologia
In antropologia la credenza è interpretabile come un insieme di fattori di carattere mitico-religioso, dotati di coerenza interna a partire da un pensiero comunitario accettato e condiviso, che rappresenta la modalità-base con cui i componenti di una comunità umana si costituirebbero come tali, richiamandosi ad elementi ancestrali mitici riguardanti l'origine del mondo e del gruppo stesso. Essa andrebbe cioè a costituire la loro identità sociale, definendone il "modo d'essere" in grado di rapportare la dimensione immanente con quella trascendente. Così l'antropologo francese Lucien Lévy-Bruhl ha ritenuto di individuare la credenza come la base delle culture arcaiche, le quali utilizzerebbero proficuamente il pensiero logico-razionale nell'affrontare tutti i problemi della vita quotidiana, mentre sarebbero poco inclini ad utilizzarlo sul piano metafisico, cioè per ciò che concerne il "senso" del loro stare al mondo, facendo piuttosto ricorso ad un pensiero che egli chiama pre-logico, ovvero sentimentale, misticheggiante, spontaneo, totalizzante ed irrazionale. Esso determinerebbe tutto un bagaglio di riferimenti fondamentali che precedono ciò che noi moderni chiamiamo «razionalizzazione». Lévy-Bruhl parla in proposito di «preconnessione» mistica del pensiero primitivo per definire una tale capacità dell'uomo arcaico, poco propenso, a suo dire, ad utilizzare il concetto di «causa seconda», quella riguardante i rapporti di causa-effetto del mondo ritenuto reale da noi occidentali, per tendere a ricondurre tutto alla Causa Prima, cioè a un divino esclusivamente “creduto” sulla base di una mitologia rivelata direttamente dal divino stesso.
Il latore di un siffatto messaggio divino è lo sciamano, il profeta delle comunità arcaiche, il "Salvatore" della comunità secondo lo storico Ernesto De Martino. Secondo De Martino l'uomo arcaico vive sotto il dominio della credenza magica e va quindi soggetto ad una continua precarietà del concetto di "mondo", sempre sul filo del rasoio della perdita del "sé" e della sua riconquista tramite la credenza, reiterata dallo sciamano nei suoi riti continui. Questi, attraverso lo stato di trance, entra in comunicazione diretta con il mondo dello spirito sur-mondano per conto della comunità, mettendo in gioco se stesso quale «Cristo magico» che si offre come vittima per la salvezza degli altri. Il compito della credenza in questo contesto è "esistenziale", mirando cioè alla continua restaurazione di un "ordine" divino sempre a rischio di sovvertimento da parte delle forze maligne volte ad instaurare "disordine". Non una volta per tutte ogni sacerdote replica sull'altare l'epifania del divino, ma ogni volta il Cristo magico deve salvare il suo popolo dalle "forze del male", che sono molto più misteriose delle "forze del bene".

## Credenze e ideologia nella scienza
Le teorie causali delle credenze presentano peraltro delle problematicità, dovute al fatto che il criterio della causalità con cui in ambito scientifico si tende a giudicare una credenza e a ritenerla o meno giustificata in base alla sua corrispondenza con la realtà, non basta tuttavia a giustificarla. Le credenze ritenute «false» dalla scienza, infatti, risulterebbero in tal modo prive di spiegazione, perché non potrebbero essere causate da eventi inesistenti. Per spiegare la genesi di qualunque tipo di credenza occorre dunque rinunciare a una prospettiva causale, propria dell'ideologia scientista, e assumere invece un'ottica finalistica, tipica dell'intenzionalità della coscienza, dove cioè la soggettività e l'oggettività siano tali da non poter sussistere l'una senza l'altra. Lo studioso Tim Crane sostiene in proposito che le credenze sono stati intenzionali diretti a un oggetto che ne esprime il contenuto. Il fatto stesso di credere in qualcosa implica la verità, o quanto meno l'autenticità, della coscienza che pone in atto la credenza.
Nell'ambito della filosofia della scienza, Karl Raimund Popper ha contestato l'approccio verificazionista e induttivo di gran parte del mondo scientifico che dietro la pretesa di ritenere giustificata una teoria nasconde in realtà un atteggiamento ideologico basato su credenze camuffate.
Anche all'interno della psicologia esoterica si rileva la confusione, di cui è spesso vittima la scienza, tra sapere e credere: il primo nasce da un'esperienza di natura metafisica e personale, mentre è solo sul secondo che si basa la trasmissione delle nozioni scientifiche.
(Thorwald Dethlefsen)

## Credenze popolari
Le tradizioni popolari, spesso basate sulla tradizione orale, offrono un patrimonio di miti e leggende legate a fatti naturali o storico-mitologici. Ampia notorietà hanno le leggende dei popoli nordici e germanici; alcune di queste hanno dato lo spunto per opere letterarie e musicali. Molte di esse, anche ambientate alle latitudini mediterranee, come testimonia ad esempio la credenza nel malocchio, si basano su pratiche religiose ancestrali.
Spesso queste credenze popolari tramandano storie su esseri invisibili quali streghe, maghi, folletti, elfi, fate, e spiriti della natura che governano il mondo, e da cui trarre indicazioni di diverso tipo, ad esempio su virtù benefiche o dannose di sostanze o di procedure mediche sconosciute alla pratica scientifica ufficiale.
Si tratta di un vero e proprio tesoro di cultura sapienzale assai solida e tenace, che sfidando i secoli a volte riesce a mettere in secondo piano i presunti progressi della scienza.

### Credenze popolari su fatti accaduti
All'interno di certe comunità si raccontano storie spesso attribuite a diversi personaggi della comunità stessa che possono cambiare col tempo, o semplicemente riportate come accadute "all'amico di un amico". Quando tali storie sono ambientate in grandi città è più facile che si propaghino in forma anonima, e prendono il nome di leggende metropolitane. Altre volte circolano aneddoti su personaggi illustri, che col tempo possono variare: un esempio è l'aneddoto dell'uovo di Colombo, che pare sia stato attribuito all'architetto Filippo Brunelleschi da Giorgio Vasari, prima che al navigatore genovese.

## Teoria dei giochi
Il termine credenza (o il suo equivalente inglese belief o trust) è usato nella teoria dei giochi per studiare il modo in cui le convinzioni riguardanti le credenze proprie o quelle altrui influenzino reciprocamente le scelte decisionali di un insieme di individui inseriti in un particolare contesto o situazione di tipo cooperativo o competitivo.